# Herstmonceux Castle

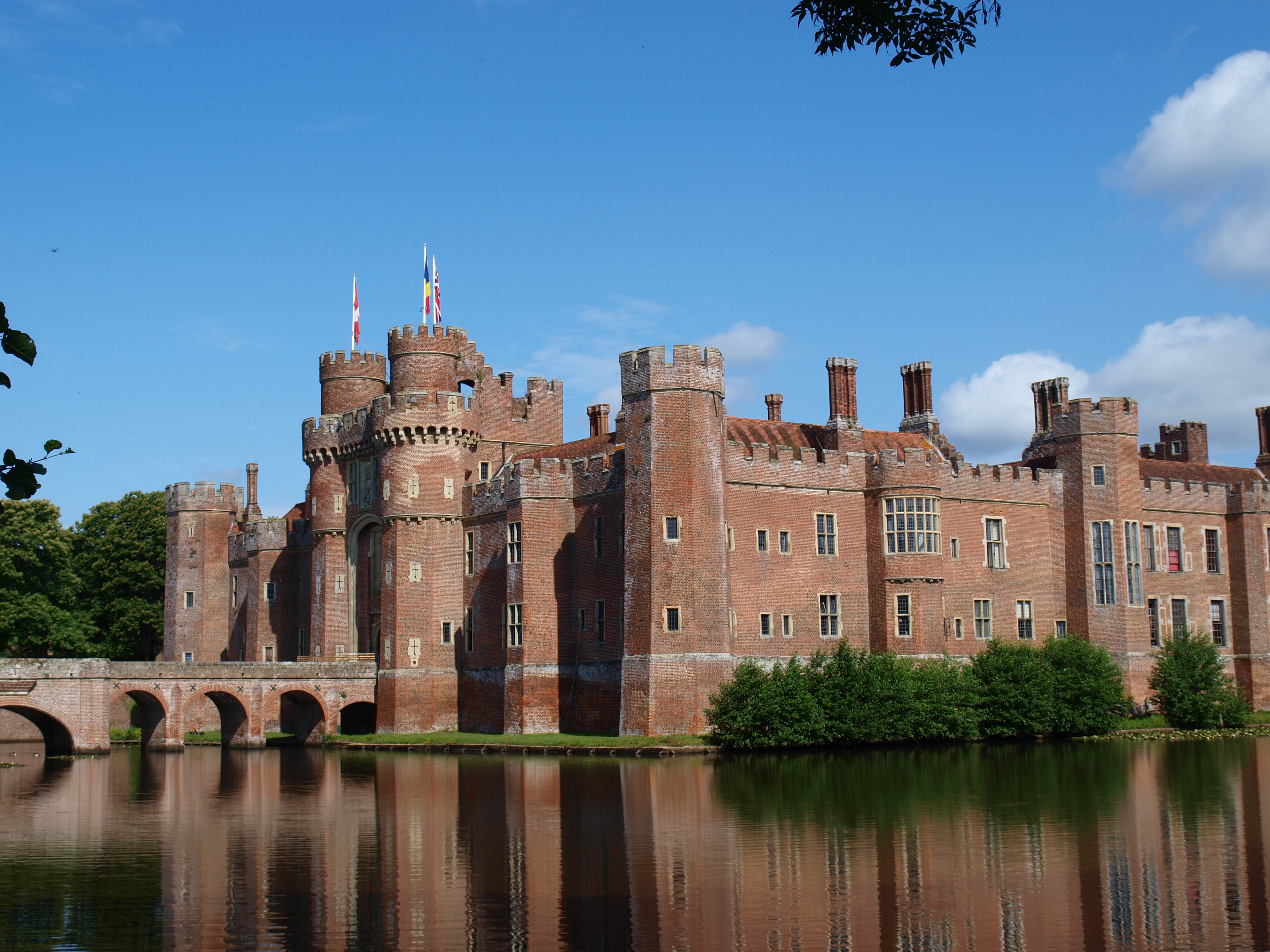
Herstmonceux Castle von Südwesten

Herstmonceux Castle ist ein aus Ziegeln erbautes Schloss im Tudorstil. Es liegt beim Dorf Herstmonceux in der englischen Verwaltungseinheit East Sussex. Von 1957 bis 1988 war dort das Royal Greenwich Observatory untergebracht. Heute wird es vom International Study Centre der Queen’s University in Ontario, Kanada, genutzt.

## Bedeutung
Herstmonceux Castle ist eines der ältesten wichtigen Ziegelgebäude, die in England heute noch erhalten sind. Ziegelsteine waren ein in der Tudorzeit unübliches Baumaterial im Vereinigten Königreich. Die Erbauer von Herstmonceux Castle achteten eher auf eine großartige Erscheinung des Gebäudes und den Komfort seiner Bewohner als auf die Verteidigungsstärke.
In Herstmonceux Castle finden das ganze Jahr über Veranstaltungen, wie zum Beispiel das jährliche England’s Medieval Festival am Bank-Holiday-Wochenende im August, statt.

## Geschichte

### Frühe Geschichte
Der erste schriftliche Nachweis über die Existenz einer Siedlung in Herst erscheint im Domesday Book von Wilhelm dem Eroberer, das angibt, dass einer von Wilhelms engsten Gefolgsleuten einem Mann namens Wilbert die Grundherrschaft von Herst zum Lehen gab. Ende des 12. Jahrhunderts hatte die Familie im Herrenhaus von Herst einen ansehnlichen Status erreicht. Schriftliche Aufzeichnungen erwähnen eine Dame namens Idonea de Herst, die einen normannischen Adligen namens Ingelram de Monceux heiratete. Etwa zu dieser Zeit nannte man die Grundherrschaft Herst of the Monceux. Später wurde daraus Herstmonceux.
Ein Abkömmling der Familie Monceux, Roger Fiennes, war schließlich für den Bau des Herstmonceux Castle in der Grafschaft Sussex verantwortlich. Sir Roger wurde von König Heinrich VI. zum Treasurer of the Household ernannt und benötigte eine einem Mann dieser Position entsprechende Unterkunft. Er ließ also ab 1441 das Schloss anstelle des alten Herrenhauses bauen. Seine Position als Treasurer ermöglichte ihm die Ausgabe von £ 3800 für den Bau des ursprünglichen Schlosses. Resultat war kein Verteidigungsbauwerk, sondern eine Palastresidenz in einem selbstbewussten, altertümlichen Burgstil.

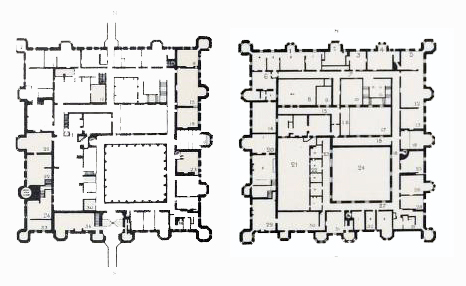
Grundriss des ursprünglichen Schlosses; (links) Erdgeschoss, (rechts) 1. Obergeschoss.

Nachdem einer seiner zahlreichen Wildereizüge durch ein nachbarliches Anwesen zum Tod eines Wildhüters geführt hatte, wurde Sir Thomas Fiennes, Lord Dacre, 1541 des Mordes und des Raubes des königlichen Wildes angeklagt. Er wurde verurteilt, als Bürgerlicher gehenkt und sein Anwesen in Herstmonceux von Heinrich VIII. vorerst konfisziert, später aber unter der Regierung eines von Heinrichs Kindern an die Familie Fiennes zurückgegeben.
Die Verschwendungssucht des 15. Barons Dacre, Erbe der Familie Fiennes, zwang ihn, 1708 das Anwesen an George Naylor, einen Rechtsanwalt vom Lincoln’s Inn in London zu verkaufen. Da die Burg nicht dem damaligen Wohnstandard entsprach und er selbst in deren Nachbarschaft wohnte, folgte Naylors Enkel dem Rat des Architekten Samuel Wyatt, das Schloss in eine pittoresken Ruine zu verwandeln, indem er die Innenräume zerstörte und die Einrichtung sowie dadurch angefallenes Baumaterial zur Erweiterung seiner eigenen Burg verwendete. Das Schloss wurde 1777 abgerissen, wobei die äußeren Wände stehenblieben. Thomas Lennard, 16. Baron Dacre, beauftragte James Lamberts aus Lewes, vor dem Abriss, detaillierte Zeichnungen und Bilder des Gebäudes und dessen Räumen sowie einen Grundriss des Anwesens als Dokumentation anzufertigen. Es blieb bis zum Anfang des 20. Jahrhunderts eine Ruine.

### Restaurierung im 20. Jahrhundert
Im Jahre 1913 restaurierte Colonel Lowther die Ruine von Grund auf und wandelte sie wieder in ein bewohnbares Haus um. Der Architekt Walter Godfrey stellte das Schloss für Sir Paul Latham, 2. Baronet, 1933 fertig. Die heutigen Innenräume stammen größtenteils aus dieser Zeit, auch wenn sie architektonisch altertümliche Details aus England und Frankreich zeigen. Es gab nur eine große Änderung gegenüber dem ursprünglichen Grundriss: Die vier Innenhöfe wurden zu einem großen zusammengefasst. Die Restaurierungsarbeiten, die als Gipfel von Godfreys architektonischer Arbeit angesehen werden, wurden vom Kritiker Nikolaus Pevsner als „vorbildlich“ ausgeführt beschrieben.

### Royal Greenwich Observatory

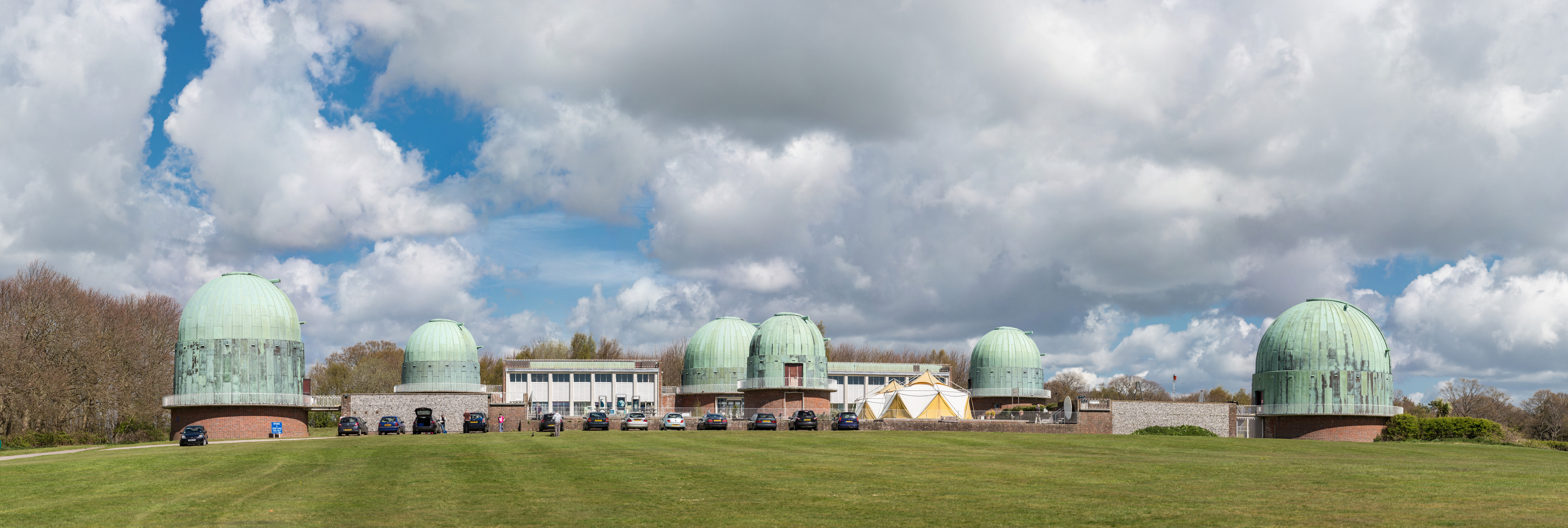
Royal Greenwich Observatory in Herstmonceux

Das Anwesen ging in der Folge durch die Hände verschiedener Privateigentümer und wurde schließlich 1946 an die Admiralität verkauft. 1957 siedelte sich auf dem Grundstück von Herstmonceux Castle das Royal Greenwich Observatory an und blieb dort, bis es 1988 nach Cambridge umzog.
Verschiedene Teleskope blieben vor Ort, aber das größte Teleskop, das Isaac-Newton-Teleskop mit 254 cm, kam in den 1970er-Jahren nach La Palma auf den Kanaren. Ebenfalls findet man bei Herstmonceux Castle die Equatorial Telescope Buildings, die man in ein interaktives Wissenschaftszentrum für Schulkinder umgebaut hat. Die leere Kuppel des Isaac-Newton-Teleskops blieb auf dem Anwesen und ist heute ein weithin sichtbarer Orientierungspunkt.

### Internationales Studienzentrum

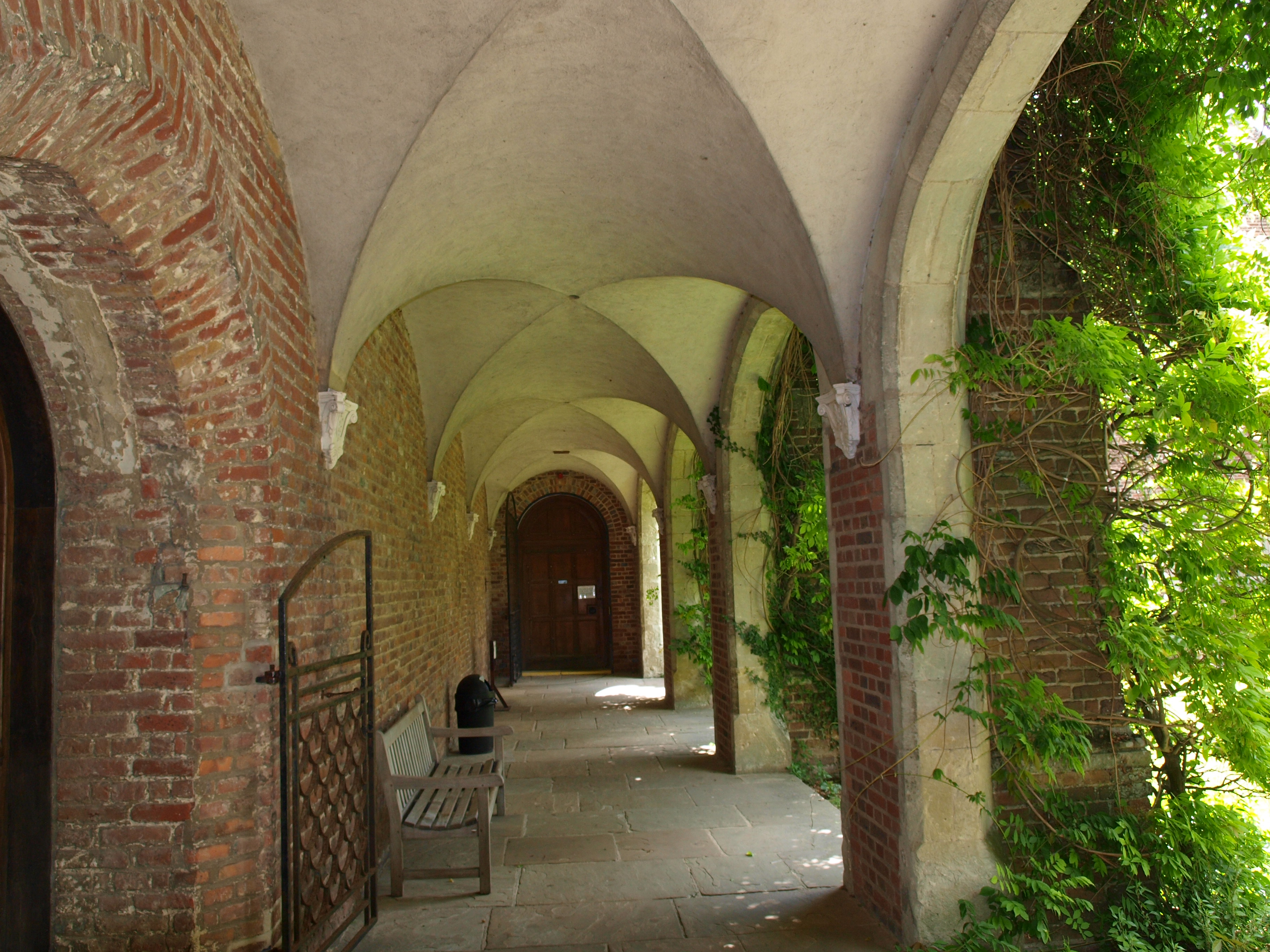
Innerer Schlosskoridor

1992 erfuhr ein Alumni der Queen’s University, Alfred Bader, dass das Schloss leerstand und bot an, es für seine Frau zu kaufen; sie lehnte ab und meinte scherzhaft, dass dort „zu viele Räume zu putzen“ seien. Bader nahm später Kontakt mit dem damaligen Vizekanzler der Queen’s University, David Chadwick Smith, auf und fragte ihn, ob ein Schloss vielleicht als internationales Studienzentrum in die Pläne der Bildungseinrichtung passen würde.
Im Jahre 1994 wurde nach umfangreichen Renovierungsarbeiten das International Study Centre (ISC) der Queen’s University eröffnet. Dort studieren hauptsächlich Studenten der Unterstufe Künste oder Wirtschaft im Rahmen des Canadian University Study Abroad Program (CUSAP) und darüber hinaus Studenten der Oberstufe internationales öffentliches Recht oder internationales Wirtschaftsrecht. Ende Januar 2009 wurde das ISC in Bader International Study Centre umbenannt.

## In Film und Fernsehen
Das Schloss diente als Filmkulisse von Der silberne Sessel, einer BBC-Verfilmung aus dem Jahr 1990 des gleichnamigen Buches aus der Chroniken von Narnia-Reihe von C. S. Lewis. Schloss und Gärten wurden von den Komikern Reeves und Mortimer für einen ihrer Mulligan-und-O'Hare-Sketche genutzt. Im August 2002 mietete Coca-Cola das Schloss als Teil eines Preises in einem Gewinnspiel um Harry Potter – für die Gewinner eines „Harry-Potter-Tages“ stellte das Schloss Hogwarts dar. Ein Gemälde des Schlosses diente als magisches Objekt in der US-TV-Show Charmed – Zauberhafte Hexen, Episode 2.3, The Painted World.

## Eigner von Herstmonceux Manor/Castle
- 1066 – Edmer, ein Priester.
- 1086 – Wilbert, Lehensmann.

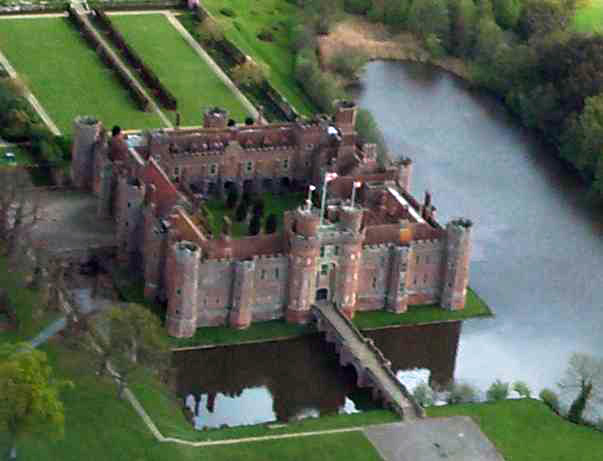
Herstmonceux Castle

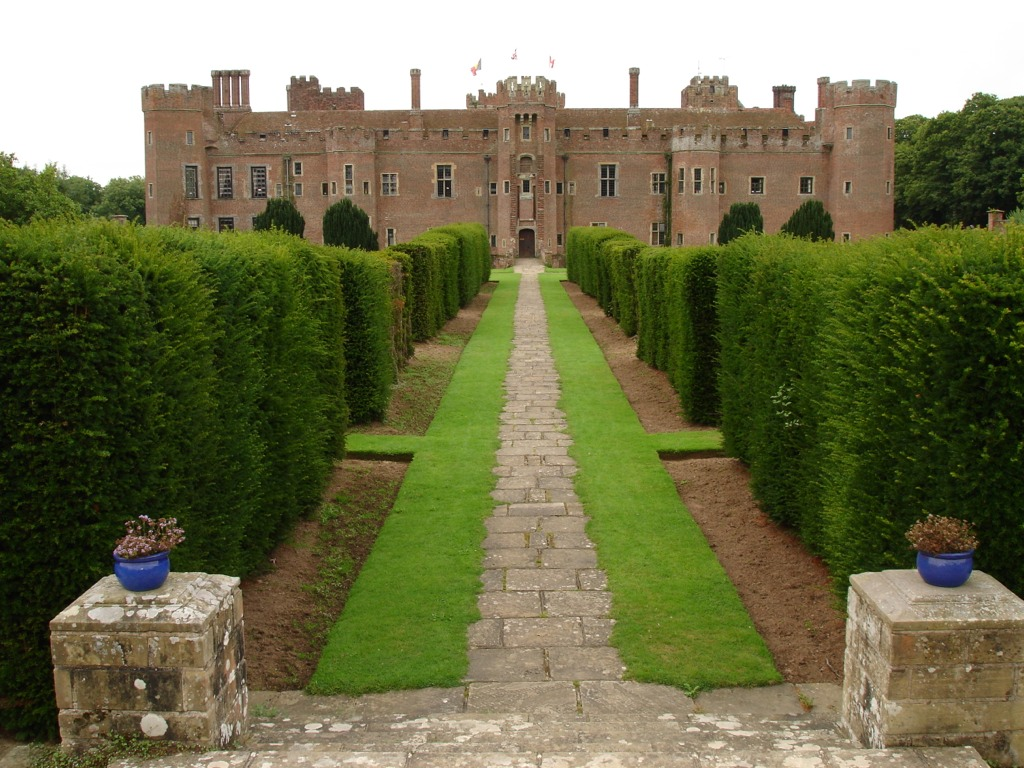
Nordfassade von Herstmonceux Castle und Gärten

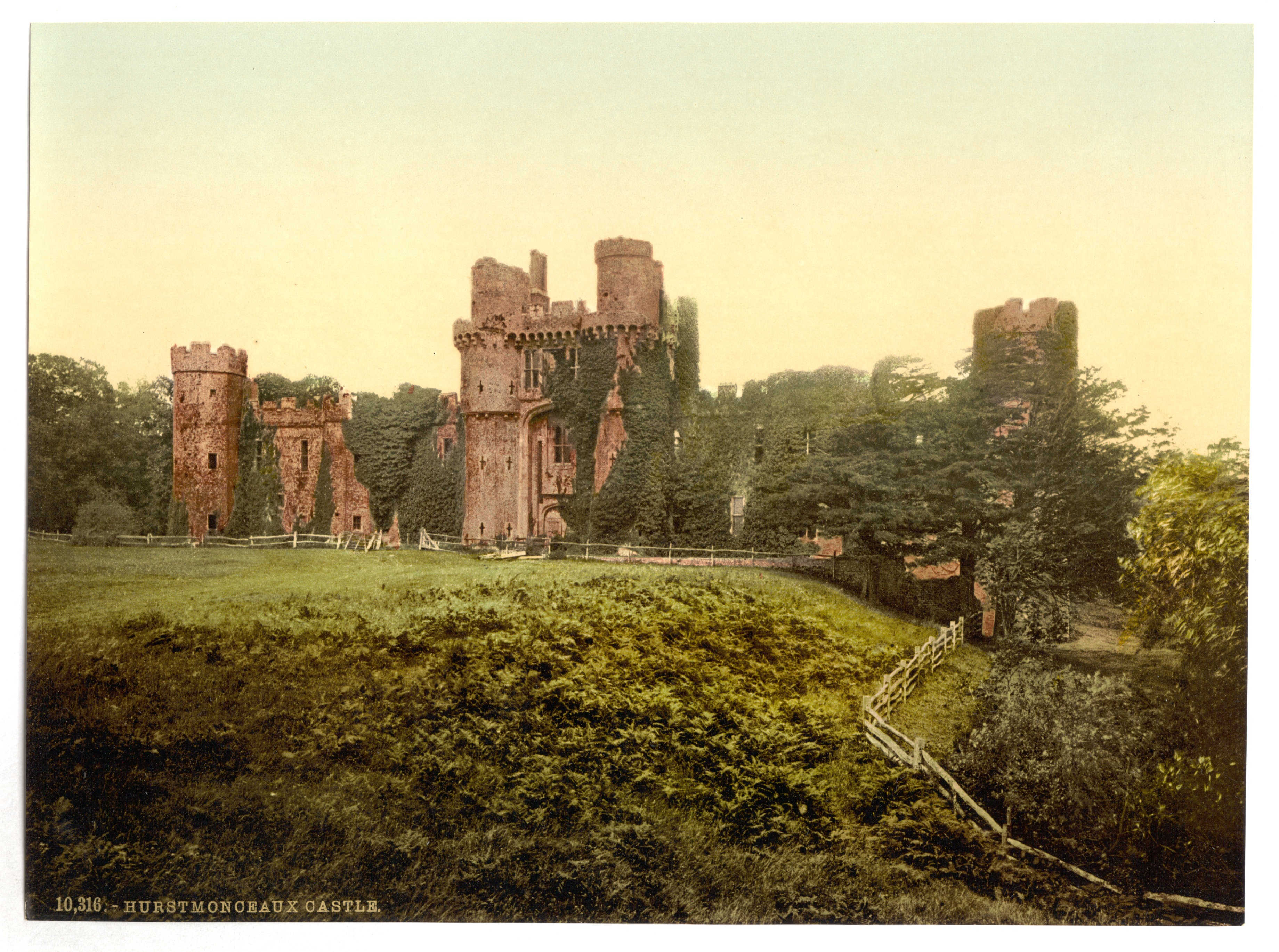
Das überwachsene Schloss in den 1890er-Jahren

- ca. 1200 – Idonea de Herst (verheiratet mit Ingelram de Monceux).
- 1211 – Der Sohn der beiden, Waleran de Monceux.
- 1216 – Dessen Sohn, William de Monceux.
- ? - Dessen Sohn, Waleran de Monceux.
- 1279 – Dessen Sohn, John de Monceux.
- 1302 – Dessen Sohn, John de Monceux.
- 1316 – Dessen Sohn, John de Monceux.
- 1330 – Dessen Schwester, Maud de Monceux (verheiratet mit Sir John Fiennes)
- 1351 – Der älteste Sohn der beiden, William Fiennes.
- 1359 – Dessen Sohn, Sir William Fiennes.
- 1402 – Dessen Sohn, Sir Roger Fiennes (erbaute Herstmonceux Castle)
- 1449 – Dessen Sohn, Sir Richard Fiennes (verheiratet mit Joan Dacre, 7. Baroness Dacre)
- 1483 – Der Enkel der beiden, Sir Thomas Fiennes.
- 1533 – Sir Thomas Fiennes.
- 1541 – Dessen ältester Sohn, Thomas Fiennes.
- 1553 – Dessen Bruder, Gregory Fiennes.
- 1594 – Dessen Schwester, Margaret Fiennes (verheiratet mit Sampson Leonard).
- 1612 – Der Sohn der beiden, Sir Henry Leonard.
- 1616 – Dessen Sohn, Richard Leonard.
- 1630 – Dessen Sohn, Francis Leonard.
- 1662 – Dessen Sohn, Thomas Lennard, 1. Earl of Sussex.
- 1708 – Anwesen gekauft von George Naylor für £ 38.215.
- 1730 – Dessen Neffe, Francis Naylor.
- 1775 – Dessen Halbbruder, Robert Hare, der das Schloss 1776 einreißen ließ.
- ? – Dessen Sohn, Francis Hare Naylor.
- 1807 – Anwesen gekauft von Thomas Read Kemp.
- 1819 – Anwesen gekauft für John Gillon, Mitglied des Unterhauses.
- 1846 – Anwesen gekauft von Herbet Barrett Curteis, Mitglied des Unterhauses.
- ? – Dessen Sohn, Herbert Mascall Curteis.
- ? – Dessen Sohn, Herbert Curteis.
- 1911 – Anwesen gekauft von Lieutenant-Colonel Claude Lowther (Beginn der Restaurierungsarbeiten).
- 1929 – Anwesen gekauft von Reginald Lawson.
- 1932 – Anwesen gekauft von Sir Paul Latham (Abschluss der Restaurierungsarbeiten unter Walter Godfrey).
- 1946 – Anwesen gekauft von der Admiralität für das Royal Observatory.
- 1965 – Anwesen übertragen an das Science Research Council.
- 1989 – Anwesen gekauft von James Developments und übertragen an die Guinness Mahon Bank.
- 1993 – Anwesen gekauft für die Queen’s University, Ontario (Kanada) als Stiftung von Alfred und Isabel Bader.